# Achipteria quadridentata
Achipteria quadridentata är en kvalsterart som först beskrevs av Rainer Willmann 1951.  Achipteria quadridentata ingår i släktet Achipteria och familjen Achipteriidae. Inga underarter finns listade i Catalogue of Life.